# Digonocryptus thoracicus
Digonocryptus thoracicus är en stekelart som beskrevs av Dmitriy R. Kasparyan och Ruiz-cancino 2005. Digonocryptus thoracicus ingår i släktet Digonocryptus och familjen brokparasitsteklar. Inga underarter finns listade i Catalogue of Life.